# 高槻城

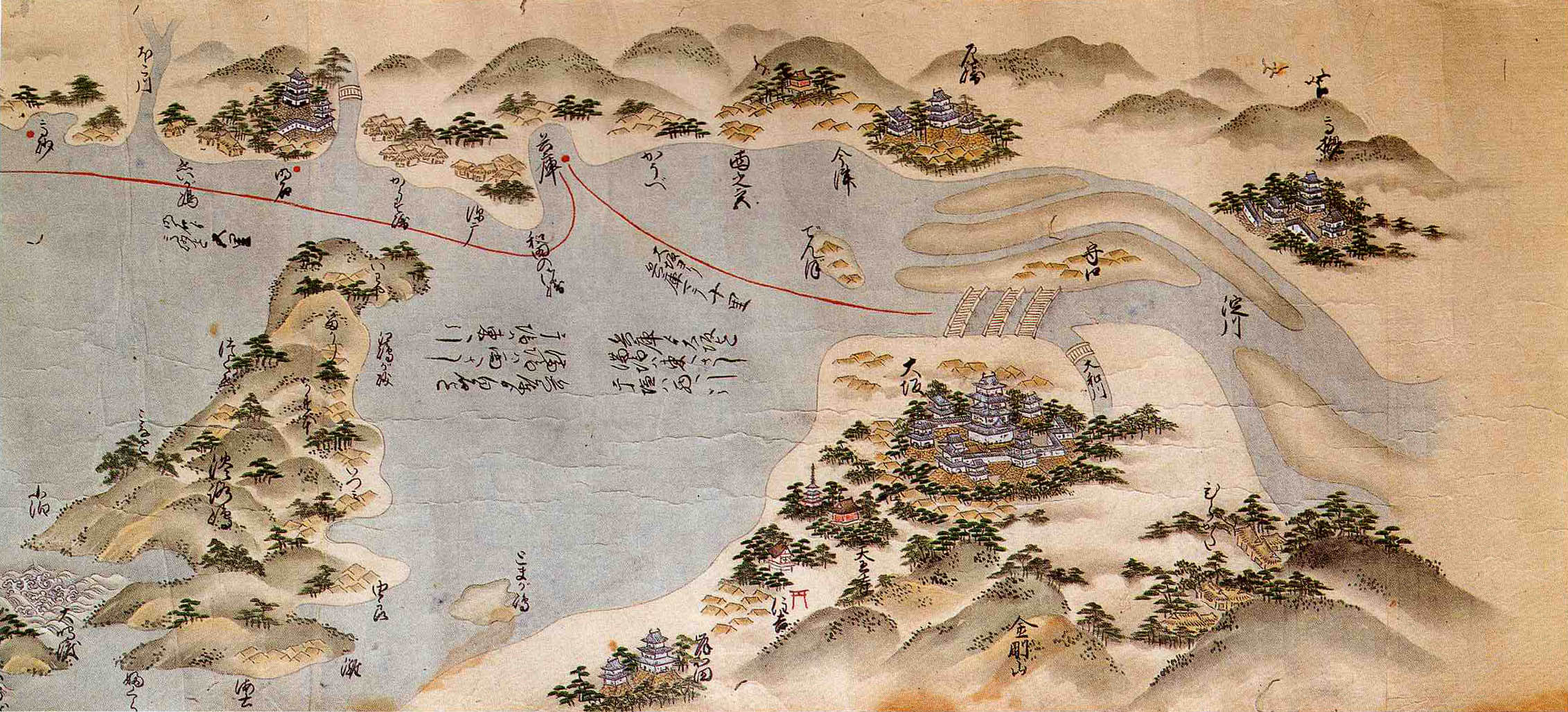
航路図（本絵図の右上部に高槻城が描かれている）／神戸市立博物館蔵

高槻城（たかつきじょう）は、摂津国島上郡高槻村（大阪府高槻市城内町）にあった日本の城。明治7年（1874年）まで存在した。別名入江城（いりえじょう）。大阪府指定史跡。

## 概要
室町時代は入江氏の居城であったが織田信長に滅ぼされ、その後和田惟政、次いで高山右近が城主となった。天正元年（1573年）からは本格的な城塞が築かれた。豊臣氏滅亡後は内藤信正が城主となり、以降高槻藩の藩庁として用いられた。内藤氏の後は土岐氏、松平氏、岡部氏、永井氏とたびたび城主が入れ替わった。
明治7年（1874年）に廃城となり、東海道本線が敷設される際、石垣や木材などがその資材にあてられた。現在、城域の一部が城跡公園として整備され、復元石垣、高山右近像が建てられている。

## 沿革
10世紀の末、990年に近藤忠範が久米路山と呼ばれる小丘に築城したのが高槻城の始まりと言われているが確証はない。高槻城の文献上の初見は、大永7年（1527年）の桂川原の戦いで山崎城に詰めていた薬師寺国長が波多野元清に攻められ、高槻城に逃亡した記録である。
その後、芥川山城に三好長慶が入城した天文22年（1553年）には高槻城は支城となっていたようで、入江春継が城主となっていた。長慶が永禄7年（1564年）に亡くなると、三好三人衆の1人三好長逸がこの地域一帯をおさめていたが、織田信長が摂津に侵攻、永禄11年（1568年）9月28日に芥川山城を落城させると、高槻城も無血開城に近い形で降伏した。
永禄12年（1569年）1月、本圀寺の変で15代将軍足利義昭の住む屋敷を襲撃する時に、三好三人衆と行動を共にしていた入江春継は敗退し、自害して滅んでしまったようである。この時逆に活躍したのが芥川山城主であった和田惟政で、信長より高槻城も与えられ高槻城を本城とした。この時から高槻城は近代城郭として大きく様変わりしていく。
キリスト教の最大の理解者であったのは、和田惟政の死後1573年に惟政の子惟長と格闘した結果惟長が城を出たことにより城主となる高山父子であるが、和田惟政もよき理解者で宣教師を迎え入れたり、城内に教会を建設しようとしたが白井河原の戦いで戦死し頓挫した。その後高山友照・右近父子が城主となって天正4年（1576年）に念願であった教会を建設、天正11年（1583年）には修学寮も建設し、領内には20ヶ所の教会、当時の高槻領人口の60%以上、1万8千人もの人々がキリスト教徒となり、宗教活動を活発にしていたようである。
天正10年（1582年）6月に本能寺の変で信長が討たれると、豊臣秀吉は大坂城の築城に着手し、右近は天正13年（1585年）に船上城へ転封、高槻城は秀吉の直轄領となり城主となったが、同年末には亀山城へ移っていた。高槻城は豊臣方の代官数名や新庄直頼が城主となったが関ヶ原の戦い後、今度は徳川氏の直轄地となる。徳川方の代官や青山忠成が城主となり、慶長19年（1614年）の大坂冬の陣、翌年の大坂夏の陣で高槻城は補給基地となって徳川方の勝利に貢献した。
元和元年（1615年）6月に内藤信正が城主に、元和3年（1617年）に土岐定義が城主となると、高槻城は完全な近代城郭として改修した。ついで松平家信、岡部宣勝、松平康信と城主が代わり、慶安2年（1649年）に永井直清が城主となる。
永井直清は侍屋敷の拡張、城下町の整備、領内では水田開発、各所に碑を建てて文化行政にも力を注いだ。その後永井氏は13代にわたって高槻城主となり幕末に至る。本丸にあった三重の天守は焼失したとの記録がないため、幕末まで存在した可能性がある。
明治元年（1868年）5月18日、近畿地方を襲った豪雨により城が浸水。
明治4年（1871年）7月、廃藩置県により廃城。明治7年（1874年）には破却が始まり、向日町駅 - 大阪駅間の鉄道敷設用材として石垣などが利用された。
明治42年（1909年）から昭和20年（1945年）までは、大日本帝国陸軍工兵第4連隊が駐屯した。昭和22年（1947年）に高槻市立第一中学校、昭和26年（1951年）に大阪府立島上高等学校（現・大阪府立槻の木高等学校）が設置された。本丸跡にあたる槻の木高校内には高槻城跡の石碑が建てられている。

## 規模
高槻城は主に4度の大規模な改修が実施されたと思われる。
| 回数      | 年代                         | 改修者 | 主な特徴                                                                 |
| --------- | ---------------------------- | ------ | ------------------------------------------------------------------------ |
| 第1次改修 | 永禄年間 （1558年 - 1570年） | 和田氏 | 一重の堀を巡らしたものではないかと推定される                             |
| 第2次改修 | 天正年間 （1573年 - 1592年） | 高山氏 | 二重の堀を巡らしたものではないかと推定される                             |
| 第3次改修 | 元和年間 （1615年 - 1624年） | 土岐氏 | 近代城郭が完成、三重の堀を巡らし、本丸、二の丸、三の丸、出丸が確認できる |
| 第4次改修 | 寛永年間 （1624年 - 1644年） | 岡部氏 | 更に西側に堀を巡らし、西国街道に近い北側に城下町を整備したと思われる     |

最終的な高槻城の規模は、約南北に630m×東西に600mが推定される。

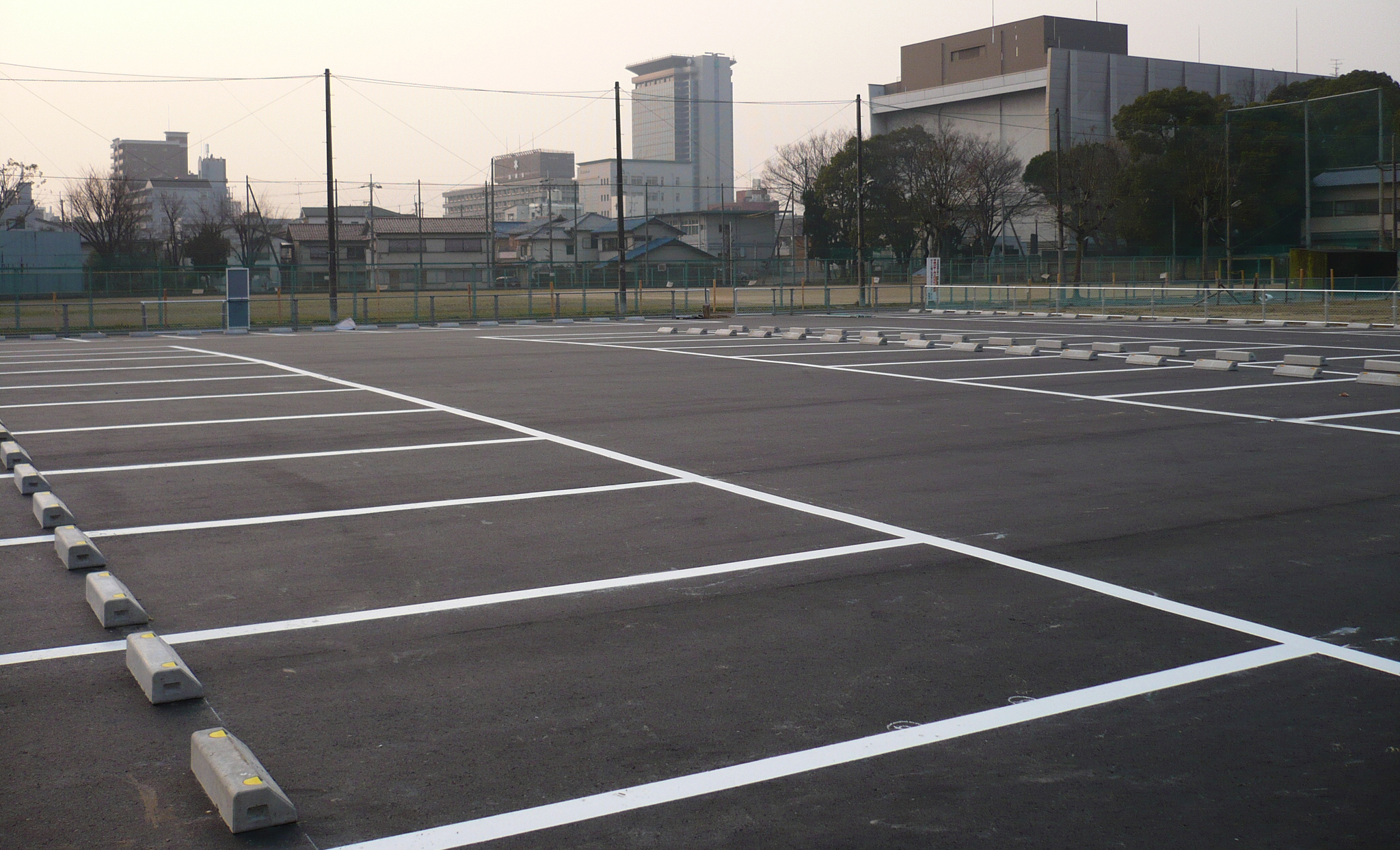
2008年現在の本丸、二の丸曲輪推定地

### 曲輪群

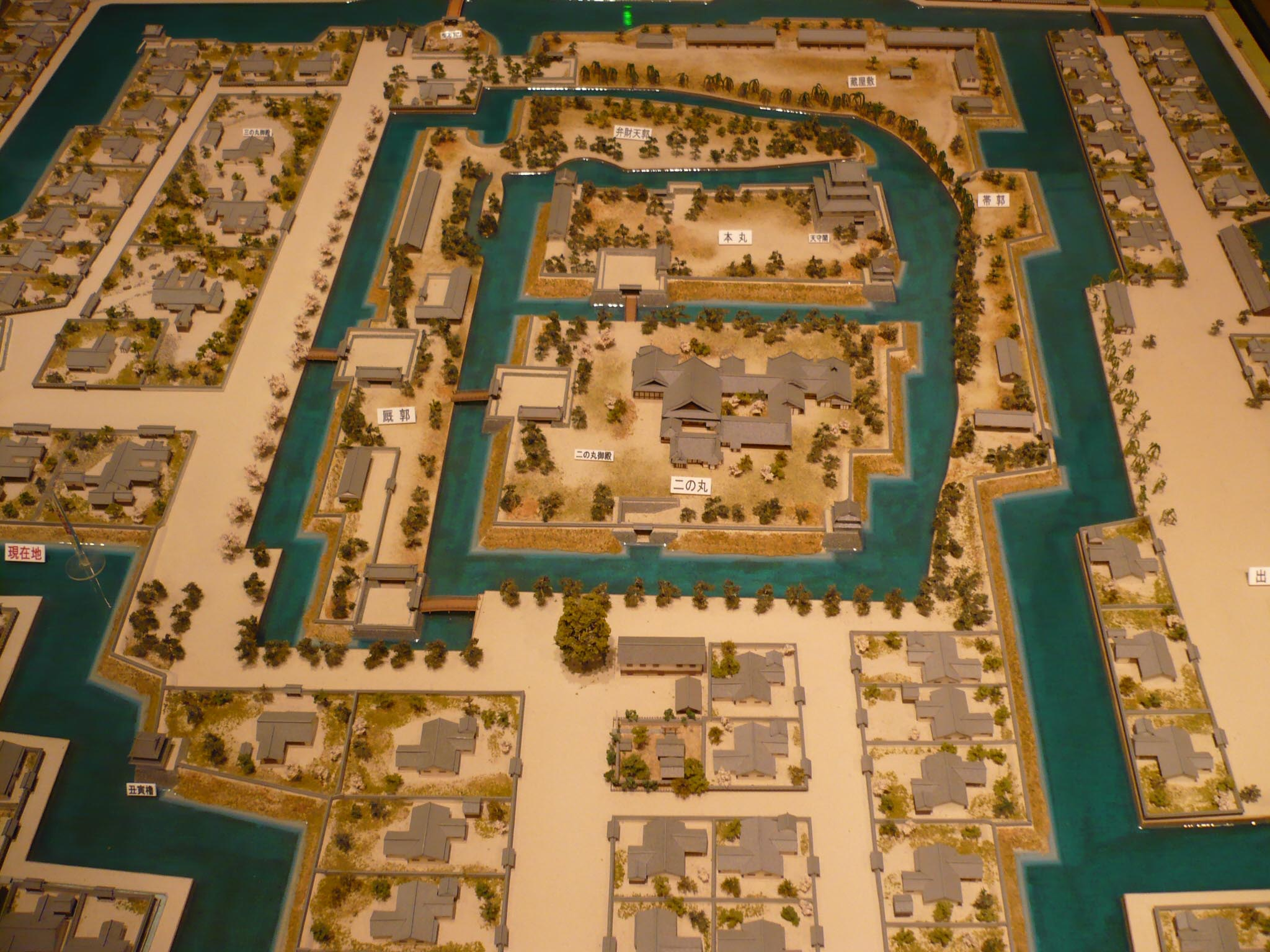
高槻城の復元模型／高槻市立しろあと歴史館所蔵

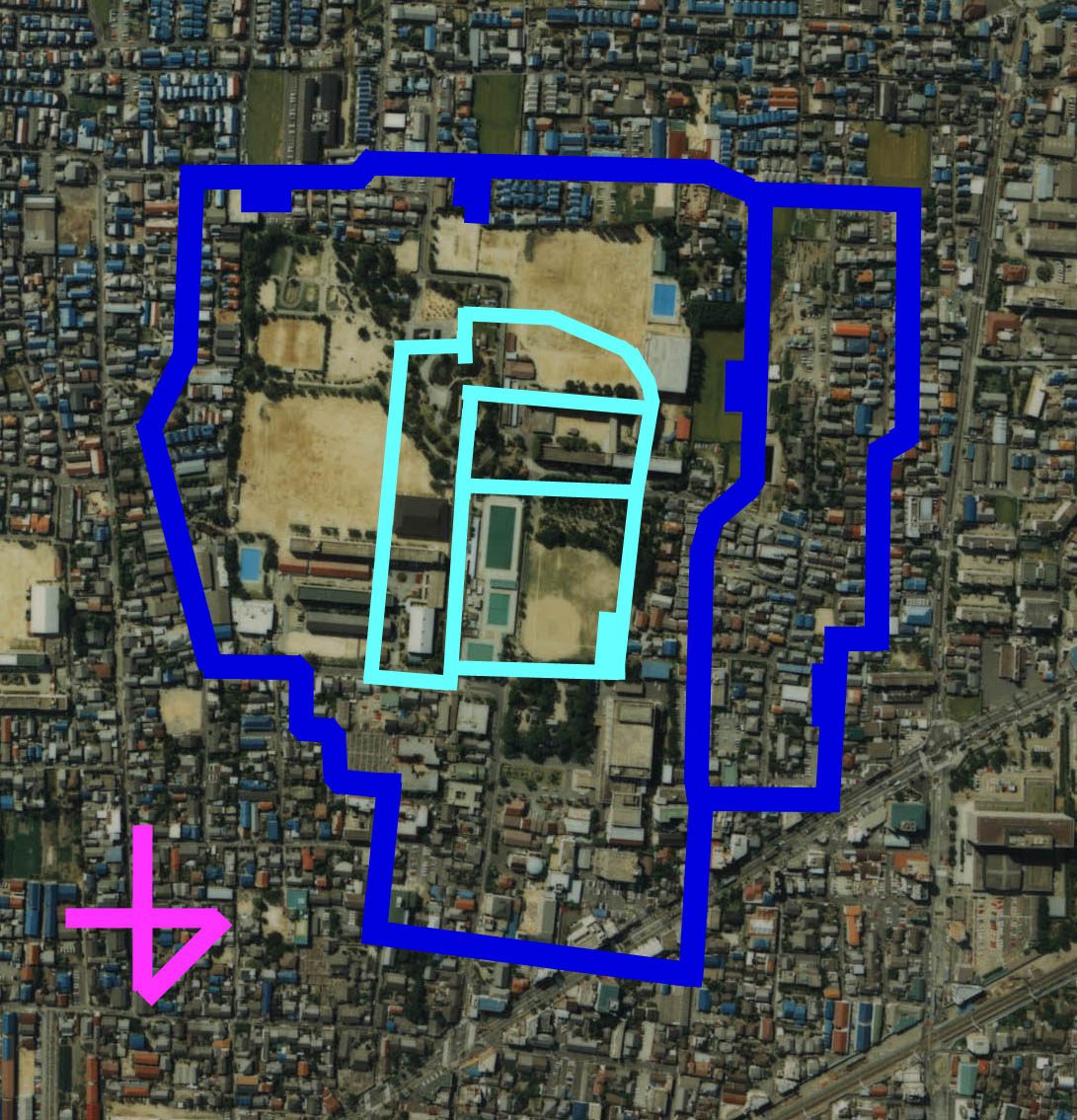
昭和62年（1987年）のカラー空中写真

- 内曲輪
  - 本丸
    - 天守（三重天守）、門、櫓

  - 二の丸
    - 御殿、門、櫓

  - 厩曲輪
  - 弁財天曲輪
- 外曲輪
  - 三の丸
    - 櫓、門

  - 帯曲輪
  - 出丸

### 遺構

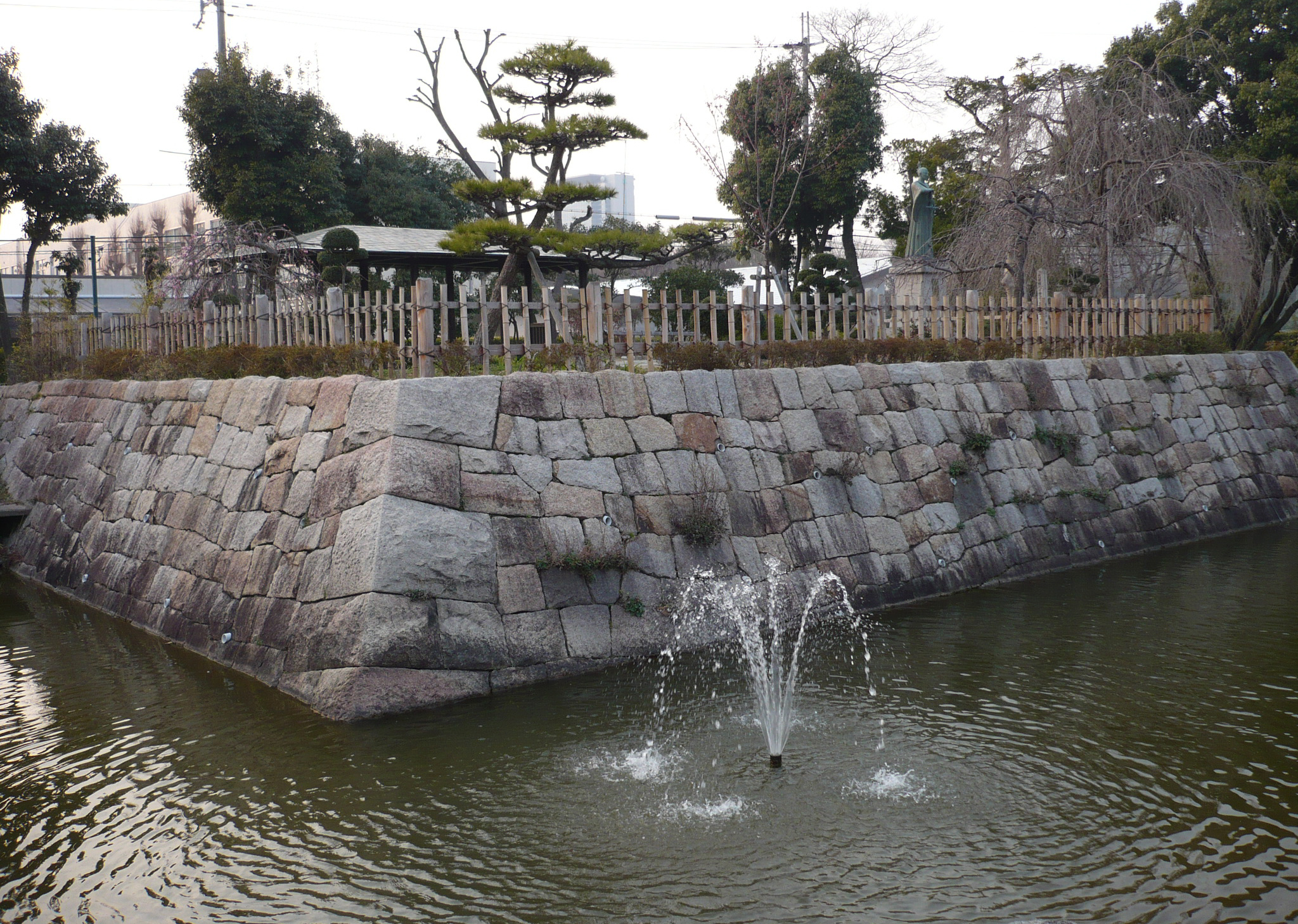
城跡公園内にある模擬天守台

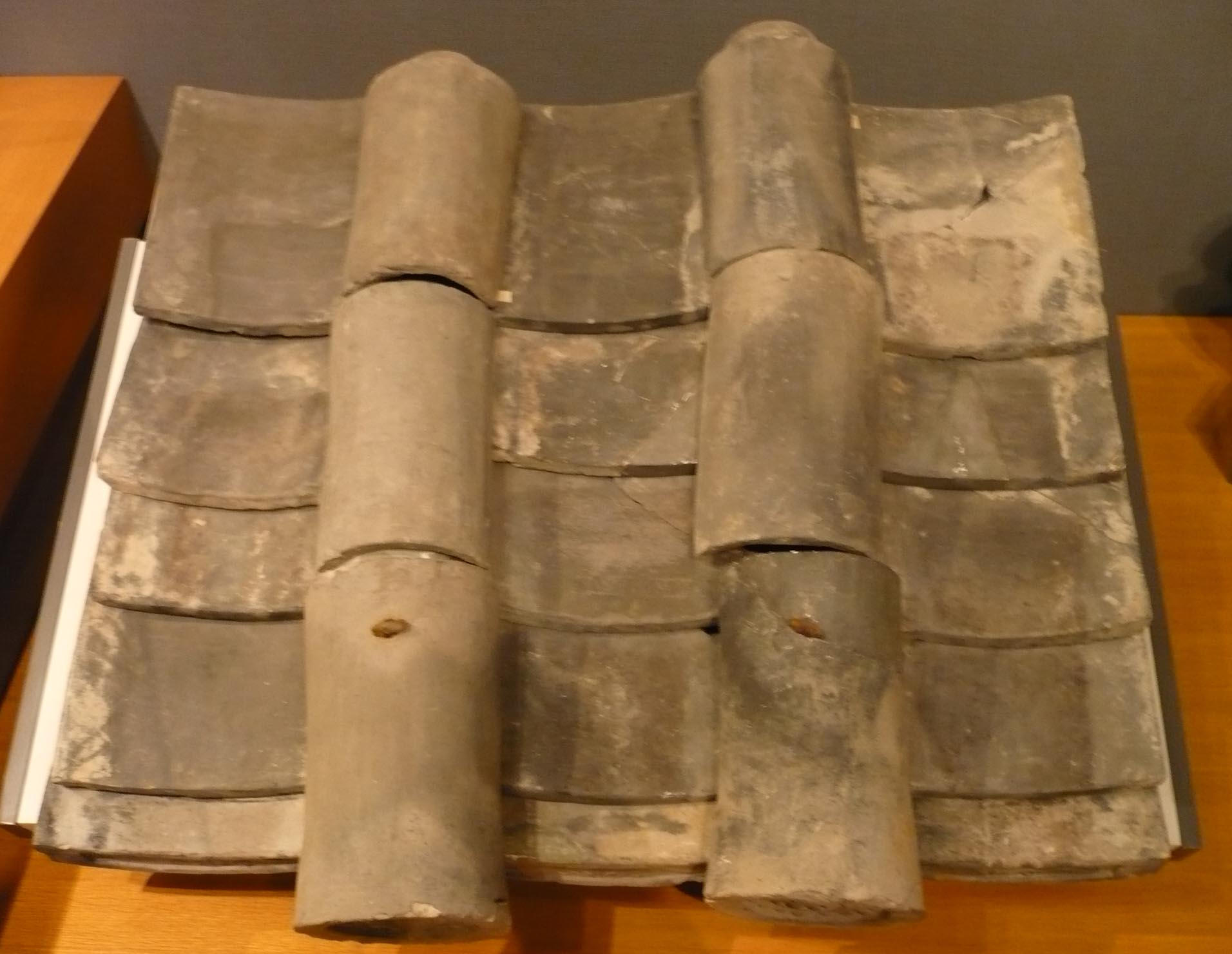
本丸築地塀の屋根瓦

堀の一部が残るが、開発が進み多くの遺構は失われた。建造物としては、城内の建造物を移築したものとして、城下寺町の本行寺門および永井神社唐門が現存する。また、田部にある民家の蔵が、城内の建造物を移築したものであるとの伝承がある。

## 高槻城・尼崎城・明石城
大坂冬の陣、大坂夏の陣で豊臣勢力を駆逐した徳川家康は一国一城令を布告し、畿内でも茨木城、三木城等多くの城が廃城となった。逆に西国を抑える目的で、東播から摂津の地域では拠点となる城を近代城郭へ整備している。
- 新城
  - 尼崎城
  - 明石城
- 修築城
  - 高槻城
  - 淀城
  - 大坂城

これらの城は譜代大名が単独で実施した事業ではなく、公儀修築で全面的に城を築きなおしたと思われている。特に高槻城、尼崎城、明石城に関しては築城、修築時期が近く、城郭規模、工期など極めて似通っている点から同一人物による計画であった可能性が考えられている。
| 城名   | 城主       | 普請奉行派遣時期      | 普請時期                         | 作事時期                         |
| ------ | ---------- | --------------------- | -------------------------------- | -------------------------------- |
| 高槻城 | 土岐定義   | 元和3年（1617年）12月 | 元和3年（1617年）12月 - 翌年中頃 | 元和4年（1618年）中頃 - 翌年初頃 |
| 尼崎城 | 戸田氏鉄   | 元和3年（1617年）10月 | 元和4年（1618年）1月 - 同年中頃  | 元和4年（1618年）中頃 - 翌年中頃 |
| 明石城 | 小笠原忠真 | 元和4年（1618年）10月 | 元和5年（1619年）2月 - 翌年中頃  | 元和5年（1619年）中頃 - 翌年初頃 |

史料的に高槻城と藤堂高虎の関係を明示したものは無い。しかし、その後実施される大坂城は藤堂高虎が修築したので、これら3城も藤堂高虎の手によって修築計画が立案されたのではないかと考えられている。

## 海外の文献に記録される高槻城
江戸時代に日本を欧州に初めて体系的に紹介したオランダ商館長エンゲルベルト・ケンペルは、1691年2月28日、長崎から江戸に行く途中、大阪から守口、枚方、橋本、淀、京都の順に旅をし、昼食をとった枚方から高槻を望み、そこに「左側のほうに、地元の君主の白い城が大変美しく際立って見えた」と記録している。

## 地名など
かつて城域であった一部が現在「城内町」という地名になっており、そこに設置された郵便局は「高槻城内郵便局」という局名がついている。

## 城跡へのアクセス
- 電車でのアクセス
  - 高槻駅（JR京都線） - 徒歩約10分
  - 高槻市駅（阪急京都本線） - 徒歩約10分